# Zgodovinsko slikarstvo
Zgodovinsko slikarstvo je žanr v slikarstvu, ki ga opredeljuje predmet in ne umetniški slog. Zgodovinske slike po navadi prikazujejo trenutek v pripovedni zgodbi in ne specifični in statični predmet, kot v portretu. Izraz izhaja iz širšega razumevanja besede zgodovina v latinščini in italijanščini, in pomeni 'zgodba' ali 'pripoved' in v bistvu pomeni 'zgodbo slike'. Večina zgodovinskih slik niso zgodovinski prizori, še posebej slike iz leta 1850.
Eden od razlogov za nastanek te umetniške discipline je bil spreminjajoči se občutek zgodovine in s tem povezana potreba po vizualizaciji preteklosti z določenimi nameni. Umetniki so slikali v velikem formatu in včasih v skladnosti z zgodovinskimi motivi razstavnega prostora, ki so ga razlagali in lažno predstavili v slikah.
V vseh umetnostnih zgodovinskih obdobjih zgodovinsko slikarstvo na splošno ostaja razmejeno s sliko dogodka, ki je pogosto predstavljen kot vsakodnevni dogodek, kot so delo na terenu ali mestno življenje. Zgodovinska slika na drugi strani pa lahko in hoče povedati o zgodovinsko posebnem trenutku skozi brezčasen in prenosljiv simbolizem. Pogosto se postavlja vprašanje, ali je zgodovinsko slikarstvo umetnost ali zgodovina. Obe disciplini lahko odgovorita na to, kar je treba razumeti v skladu z znanstvenim vidikom. Vsebino in izražanje zgodovinskih podob določajo estetska načela umetniške zasnove, tako da slikovno uprizoritev zgodovine štejemo za umetnost.
V sodobni angleščini se zgodovinsko slikarstvo včasih uporablja za opis slik zgodovinskih prizorov v ožjem smislu, zlasti za umetnost 19. stoletja, brez verskih, mitoloških in alegoričnih predmetov, ki so vključeni v zgodovinsko slikarstvo širšega obdobja in so bile najpogostejše teme zgodovinskih slik pred 19. stoletjem.
Zgodovinske slike skoraj vedno vsebujejo številne figure, pogosto veliko število in po navadi kažejo neke vrste dejanje, ki je trenutek v pripovedi. Žanr vključuje upodobitve trenutkov v verskih pripovedih, predvsem Kristusovem življenju, pa tudi pripovedne prizore iz mitologije in tudi alegorične prizore. [1] Te skupine so bile dolgo najpogosteje naslikane; dela, kot je Michelangelov strop v Sikstinski kapeli so torej zgodovinske slike, kot so tudi najbolj velike slike pred 19. stoletjem. Izraz zajema velike slike v olju na platnu ali freske, ki so nastale med renesanso in koncem 19. stoletja, po tem se izraz običajno ne uporablja niti za številna dela, ki še vedno ustrezajo osnovni definiciji. 
Zgodovinsko slikarstvo se lahko uporablja za slikanje zgodovine, še posebej pa je bilo uporabljeno pred 20. stoletjem.  Kjer se govori o "zgodovinskem slikarstvu", je to slikanje prizorov iz sekularne zgodovine, bodisi specifičnih epizod ali splošnih prizorov. V 19. stoletju je zgodovinsko slikarstvo v tem smislu postalo poseben žanr. V besednih zvezah, kot so »zgodovinski slikarski materiali«, »zgodovinski« pomeni v uporabi pred približno 1900 ali nekim zgodnejšim datumom.
Zgodovinske slike so tradicionalno veljale za najvišjo obliko zahodnega slikarstva, ki so zasedle najprestižnejše mesto v hierarhiji žanrov in so bile enakovredne epskemu v literaturi. V svoji De Pictura iz leta 1436 je Leon Battista Alberti trdil, da je bila več figurna zgodovinska slika najplemenitejša oblika umetnosti, ki je bila najtežja, kar je zahtevalo obvladanje vseh drugih, ker je bila vizualna oblika zgodovine in ker je imela največji potencial za premikanje gledalca. Poudaril je sposobnost prikazovanja interakcij med figurami s pomočjo geste in izraza. 
To stališče je ostalo splošno do 19. stoletja, ko so se umetniška gibanja začela boriti proti ustanovitvam institucij akademske umetnosti, ki so se ji še vedno držale. Hkrati je bil v zadnjem delu 18. stoletja večji interes za upodabljanje v obliki zgodovinskih slikarskih trenutkov dramatike iz novejše ali sodobne zgodovine, ki je bila dolgo časa v veliki meri omejena na bitke in prizore formalnih predaj in podobno. Prizorišča iz starodavne zgodovine so bila priljubljena v zgodnji renesansi in ponovno postala pogosta v obdobjih baroka in rokokoja, še bolj pa z vzponom neoklasicizma. V nekaterih kontekstih iz 19. ali 20. stoletja se izraz lahko nanaša posebej na slike prizorov iz sekularne zgodovine, namesto tistih iz verskih pripovedi, literature ali mitologije.

## Razvoj
Izraz se v umetnostni zgodovini običajno ne uporablja za srednjeveško slikarstvo, čeprav se je zahodna tradicija razvijala v velikih oltarnih slikah, freskah in drugih delih, pa tudi miniaturah v iluminiranih rokopisih. 
V ospredju v italijanskem renesančnem slikarstvu je nastala vrsta vse bolj ambicioznih del, mnoga še vedno verska, a mnoga, še posebej v Firencah, so dejansko predstavljala skoraj sodobne zgodovinske prizore, kot je nabor treh velikih platen  Bitka pri San Romanu [[Paolo Uccello|Paola Uccella, Michelangelova neuspešna Bitka pri Cascini in Bitka pri Anghiariju Leonarda da Vincija, od katerih nobeno ni bilo končano. Prizorišča starodavne zgodovine in mitologije so bila prav tako priljubljena. Pisatelji, kot so Alberti in v naslednjem stoletju Giorgio Vasari v svojem Življenje umetnikov, so sledili javnemu in umetniškemu mnenju pri presojanju najboljših slikarjev predvsem o njihovi produkciji velikih del zgodovinskega slikarstva (čeprav je v resnici edino sodobno (post-klasično) delo, opisano v De Pictura, Giottova ogromna Navicella v mozaiku). Umetniki so si stoletja prizadevali ustvariti svoj ugled z izdelavo takšnih del, pogosto zanemarjajoč zvrsti, ki so bile za njihov talent bolj primerne.
Pri tem izrazu je bilo nekaj nasprotovanj, saj je veliko pisateljev raje izbralo pojme, kot je 'poetična slika' (poesia) ali pa so želeli razlikovati med 'resnično' zgodovino (istoria), ki zajema zgodovino, vključno s svetopisemskimi in verskimi prizori in fabulo, ki zajema pogansko mitologijo, alegorijo in domišljijske prizore, ki jih ni mogoče šteti za resnične.  Velika dela Rafaela so bila dolgo časa obravnavana enako kot Michelangelova, kot najboljši modeli za zvrst.
V Rafaelovih sobah v Vatikanski palači so alegorije in zgodovinski prizori pomešani. Rafaelove slike prikazujejo prizore iz evangelijev, vse to v velikem slogu, ki se je od visoke renesanse pridružil in ga pogosto pričakoval v zgodovinskem slikarstvu. V pozni renesansi in baroku se je slikanje aktualne zgodovine nagnilo k panoramskim bojnim prizorom z zmagovitim monarhom ali z njim na razgledišču, ki je bil na konju skupaj s svojim spremstvom ali formalnimi prizorišči ceremonij, čeprav je nekaterim umetnikom uspelo narediti mojstrovino iz takega nepomembnega materiala, kot je Velázquez naredil s svojo Predajo Brede.
Vplivna formulacija hierarhije žanrov, ki potrjuje zgodovinsko slikarstvo na vrhu, je leta 1667 izdelal André Félibien, zgodovinar, arhitekt in teoretik francoskega klasicizma in je postala klasična izjava teorije 18. stoletja:
 Tisti, ki izdeluje popolne krajine, je nad drugimi, ki izdelujejo samo sadje, cvetje ali školjke. Kdor ustvarja živo življenje, je več kot tisti, ki brez gibanja predstavljajo le mrtve stvari, in ker je človek najsodobnejše Božje delo na zemlji, je prav tako gotovo, da je tisti, ki postane posnemovalec Boga pri zastopanju človeških figur, veliko bolj izvrsten kot vsi drugi ... slikar, ki samo dela portrete, še vedno nima najvišje popolnosti njegove umetnosti in ne more pričakovati časti od najbolj usposobljenih. Za to mora prestopiti od predstavitve posamezne figure do več skupaj; zgodovino in mit je treba prikazati; velike dogodke morajo predstavljati zgodovinarji ali podobni pesniki, subjekti, ki bodo zadovoljni in plezali še višje, morajo imeti spretnost, da pod tančico mita pokrijejo vrline velikih ljudi v alegoriji in skrivnosti, ki jih razkrivajo . 
Do poznega 18. stoletja, ko je versko in mitološko slikarstvo nazadovalo, se je povečalo povpraševanje po slikah iz zgodovine, vključno s sodobno zgodovino. Na to je delno vplivalo spreminjajoče se občinstvo za ambiciozne slike, ki so se zdaj vedno bolj prikazovale na javnih razstavah in ne na vtis lastnikov in obiskovalcev palač in javnih zgradb. Klasična zgodovina je ostala priljubljena, vendar so bili prizori iz nacionalnih zgodovin pogosto najbolje sprejeti. Na primer: od leta 1760 naprej je Združenje umetnikov Velike Britanije, ki je prvo telo za organizacijo rednih razstav v Londonu, vsako leto podelilo dve velikodušni nagradi slikam predmetov iz britanske zgodovine. 
Neheroična narava sodobnih oblačil je bila obravnavana kot resna težava. Ko je Benjamin West leta 1770 predlagal, da naslikajo Smrt generala Wolfa v sodobni obleki, mu je bilo močno naročeno, da mnogi ljudje uporabljajo klasično nošnjo. Te pripombe je prezrl in pokazal prizor v sodobni obleki. Čeprav je Jurij III. zavrnil nakup dela, je West uspel obvladati kritike in uvesti bolj zgodovinsko natančen slog v teh slikah.  Drugi umetniki so prikazovali prizore, ne glede na to, kdaj so se zgodili, v klasični obleki in dolgo časa, še posebej med francosko revolucijo, se je zgodovinsko slikarstvo pogosto osredotočalo na upodobitve junaškega golega moškega.
Velika produkcija, s pomočjo najboljših francoskih umetnikov, propagandnih slik, ki slavijo Napoleona, se je ujemala z deli, ki so kazala zmage in izgube, od anti-napoleonske zveze umetnikov, kot so Goya in J. M. W. Turner. Splav Meduze Théodorja Géricaulta (1818-1819) je bil senzacija, ki se je pojavila pri posodabljanju zgodovinskega slikarstva 19. stoletja in prikazovanju anonimnih likov, ki so bili znani samo zaradi žrtev tiste, ki je bila takrat znana in sporna nesreča na morju. Udobna so bila njihova oblačila, obrabljena od klasičnih navadnih krp do točke, ki jo prikazuje slika. Hkrati se je povpraševanje po tradicionalnih velikih verskih zgodovinskih slikah v veliki meri zmanjšalo.
Sredi 19. stoletja je nastal slog, ki se imenuje historicizem, ki je zaznamoval formalno imitacijo zgodovinskih slogov in / ali umetnikov. Drugi razvoj v 19. stoletju je bil obravnava zgodovinskih subjektov, pogosto v velikem obsegu, z vrednotami žanrskega slikarstva, prikazom prizorov vsakdanjega življenja in anekdot. Velike upodobitve dogodkov velikega javnega pomena so dopolnjevali prizori, ki so prikazovali več osebnih dogodkov v življenju velikega ali prizorov, osredotočenih na neimenovane figure, vključene v zgodovinske dogodke, kot v trubadurskem slogu. Hkrati so prizori navadnega življenja z moralno, politično ali satirično vsebino postali pogosto glavni nosilec izraznega medsebojnega povezovanja slik v slikarstvu, ne glede na to ali je dana sodobna ali zgodovinska okolica.
Do kasnejšega 19. stoletja so avantgardna gibanja, kot sto impresionisti (razen Édouard Manet) in simbolisti, pogosto izrecno zavračali zgodovinsko slikarstvo in po mnenju nedavnega pisatelja »modernizem v veliki meri temelji na zavrnitvi zgodovinskega slikarstva ... Vsi drugi žanri veljajo za sposobne vstopiti v enem ali drugem, panteonu sodobnosti, vendar je zgodovinsko slikarstvo izključeno«. 

## Galerija
- Paolo Uccello, 1438-1440, Bitka za San Romano, galerija Uffizi, Firence
- Annibale Carracci, Alegorija Resnice in Časa (1584-5)
- Alegorija Veličastja, Eustache Le Sueur, c. 1654
- Charles Le Brun, 1664, Prihod Aleksandra v Babilon, Louvre, Pariz
- Sebastiano Ricci, Alegorija Francije kot Minerva tepta nevednost in krona krepost, 1717–18
- Jacques-Louis David, 1787, Sokratova smrt, École Nationale Supérieure des Beaux-Arts, Pariz
- Vincenzo Camuccini, Atentat na Julija Cezarja, 1805
- José Moreno Carbonero, 1888, Vstop Rogerja de Flora v Konstantinopel, Španski Senat, Madrid
- Pravičnost in Božje maščevanje preganjata kriminal, Pierre-Paul Prud'hon, c. 1805-8
- Francisco de Goya, 1814, 2. maj 1808, Muzej Prado, Madrid
- Eugène Delacroix, 1827, Sardanapalova smrt, Louvre, Pariz
- Karl Bryullov, Zadnji dan Pompejev, 1827-1833
- Emanuel Leutze, Washington prečka Delaware, 1851, Državni muzej, Sankt Peterburg
- John Everett Millais, Kristus v hiši svojih staršev, 1854-1860, Tate Britain, London
- William Holman Hunt, Iskanje Odrešenika v templju, 1854-1860, Birmingham Museum & Art Gallery, Birmingham
- Jacques-Louis David, Napoleonovo kronanje, c. 1807
- Adolph Menzel, Koncert za flavto Friderika Velikega, ok. 1852
- Jan Matejko, Stanczyk, 1862, Varšavski narodni muzej, Varšava
- Anton von Werner, Razglasitev nemškega cesarstva, 1885
- Incipit vita nova, Dante in Beatrice na vrtu, 1903, delo pred rafaelitskim slogom Cesare Saccaggi da Tortona.

## Druga literatura
- Ayers, William, ed., Picturing History: American Painting 1770-1903, ISBN 0-8478-1745-8